# HereTV
A HereTV egy amerikai előfizetős tévécsatorna, amely a meleg és leszbikus nézőkre összpontosít. A HereTV az Egyesült Államok bármely pontjáról elérhető. Lehet kábelen fogni, interneten, VOD- (video-on-demand) illetve SVOD (subscription video-on-demand)-rendszeren nézni.
A HereTV aktívan részt vesz a meleg életben. Évről évre szponzorál melegfelvonulásokat és filmfesztiválokat csakúgy, mint számos szervezetet.
A csatorna a következő kábelszolgáltatók által érhető el: Atlantic Broadband, Bend Broadcast, Brighthouse Networks, Buckeye CableSystem, Cablevision, Charter, Comcast, Cox, RCN, Sigecom, Time Warner Cable, Verizon, WOW!, Kanadában pedig a Rogers Cable-ön VOD formájában.

## Műsorok és sorozatok
A HereTV számos saját gyártású műsorral és sorozattal rendelkezik:
- Dante's Cove - A nyugodt tengerparton élő fiatal lakók mindaddig békében élnek, mígnem újjáéled a kisváros sötét múltja, ami tele van intrikával és titokkal. Dante lakóinak meg kell küzdeni a természetfeletti erőkkel.
- Lesbian Sex and Sexuality - Kathrine Linton díjnyertes rendező provokatív dokumentum-sorozata, melynek keretein belül bemutatja a leszbikusok világát és kultúráját.
- The Donald Strachey Mystery Series - A kemény meleg detektív, Donald Strachey akcióit mutatja be.
- In Her Line of Fire – Az elnök helyettesének gépe, az Air Force 2 lezuhan egy távoli szigeten a Csendes-óceánon. Vannak túlélők, köztük az elnökhelyettes is. Mikor egy lázadó csoport megtudja, hogy a helyettes is a szigeten tartózkodik, elrabolják és túszul ejtik őt. A női Secret Service ki akarja szabadítani, de előtte meg kell küzdeniük a sajtóval, akik szintén túlélték a balesetet.
- The Lair - Egy szigeten található kisvárosban fiatal névtelen férfiak haláloznak el egy seb miatt a nyakukon. Az első évad úgy kezdődik, hogy a fiatal újságíró, Thom egy ismeretlen személy ellen elkövetett gyilkosság ügyében nyomoz. Thomot a nyomok egy férfiklubba, a Lairbe vezetik, ahol a legsötétebb erők működnek. Ahogy az újságíró egyre közeledik a bűntény feltárásához, elcsábítva találja magát vérszomjas vámpírok között…
- The DL Chronicles - A történet afro-amerikai férfiakról szól, akik szexuálisan kettős életet élnek titokban.
- John Waters Presents Movies That Will Corrupt You - John Waters filmkritikáit mutatja be.
- HereTV Comedy Presents Kate Clinton - Kate Clinton humorista a feminizmusról és a leszbikusságról alkotott véleményét adja elő.
- HereTV Comedy Presents Margaret Cho
- Birch & Co.
- HereTV News
- Love and Sex
- HereTV Focus

## Filmek
A HereTV számos saját gyártású filmmel rendelkezik:
- April's Shower
- Beautiful Boxer
- Callas Forever
- Guys and Balls
- Hellbent
- The Mostly Unfabulous Social Life of Ethan Green
- Queens
- Shelter
- Straight-Jacket
- Summer Storm
- Tides of War